# Улица Восьмого Марта (Казань)
У́лица Восьмо́го Ма́рта (8 Марта, тат. 8 нче Март урамы, 8 nçe Mart uramı, Сигезенче Март урамы) — улица в Советском районе Казани. Названа в честь 8 марта, Международного женского дня.

## География
Начинаясь от улицы Заря (участка железной дороги), пересекает улицы Сибирский тракт, Кирпичникова и заканчивается пересечением с улицей Журналистов.

## История
Первый построенный дом на улице относится к 1959 году; название было присвоено улице 11 апреля 1960 года.
Улицы была застроена жилыми домам в конце 1950-х — начале 1960-х годов хрущёвками на всём протяжении улицы.
В 2019 году открылся надземный пешеходный переход, соединивший улицу с медицинскими учреждениями, расположенными за железной дорогой.
С момента образования входила в состав Советского района.

## Объекты
- № 5а — муниципальный архив г. Казани; до 2021 года здание занимал Государственный архив Республики Татарстан.[8]
- № 7/24 — жилой дом завода ЭВМ.[9]
- № 10 — школа № 15.[10]
- № 13а — ранее это здание занимал детский сад № 177; позже это здание занимали (или занимают) различные (в том числе государственные) организации: районное бюро занятости, районный комитет соцзащиты, уголовно-исполнительная инспекция Управления ФСИН по РТ и другие.[11][12][13]
- № 16 — жилой дом треста «Гидроспецстрой»[тат.].[14]
- № 18 — в советское это здание занимал детский сад № 216 «Дюймовочка».[11]

## Транспорт
Общественный транспорт по улице не ходит; ближайшая остановка общественного транспорта — «Национальный архив» на улице Сибирский тракт (автобус, троллейбус, трамвай).

## Название
Согласно реестру названий улиц города, утверждённому постановлением Исполкома г.Казани от 03.02.2016 № 286:
5) в названиях, содержащих указание на дату события, дата пишется прописью с прописной буквы: «Восьмого Марта»;